# Cheilanthes yavapensis
Cheilanthes yavapensis là một loài thực vật có mạch trong họ Adiantaceae. Loài này được T. Reeves ex Windham miêu tả khoa học đầu tiên năm 1993.